# Pieniński Park Narodowy (Słowacja)

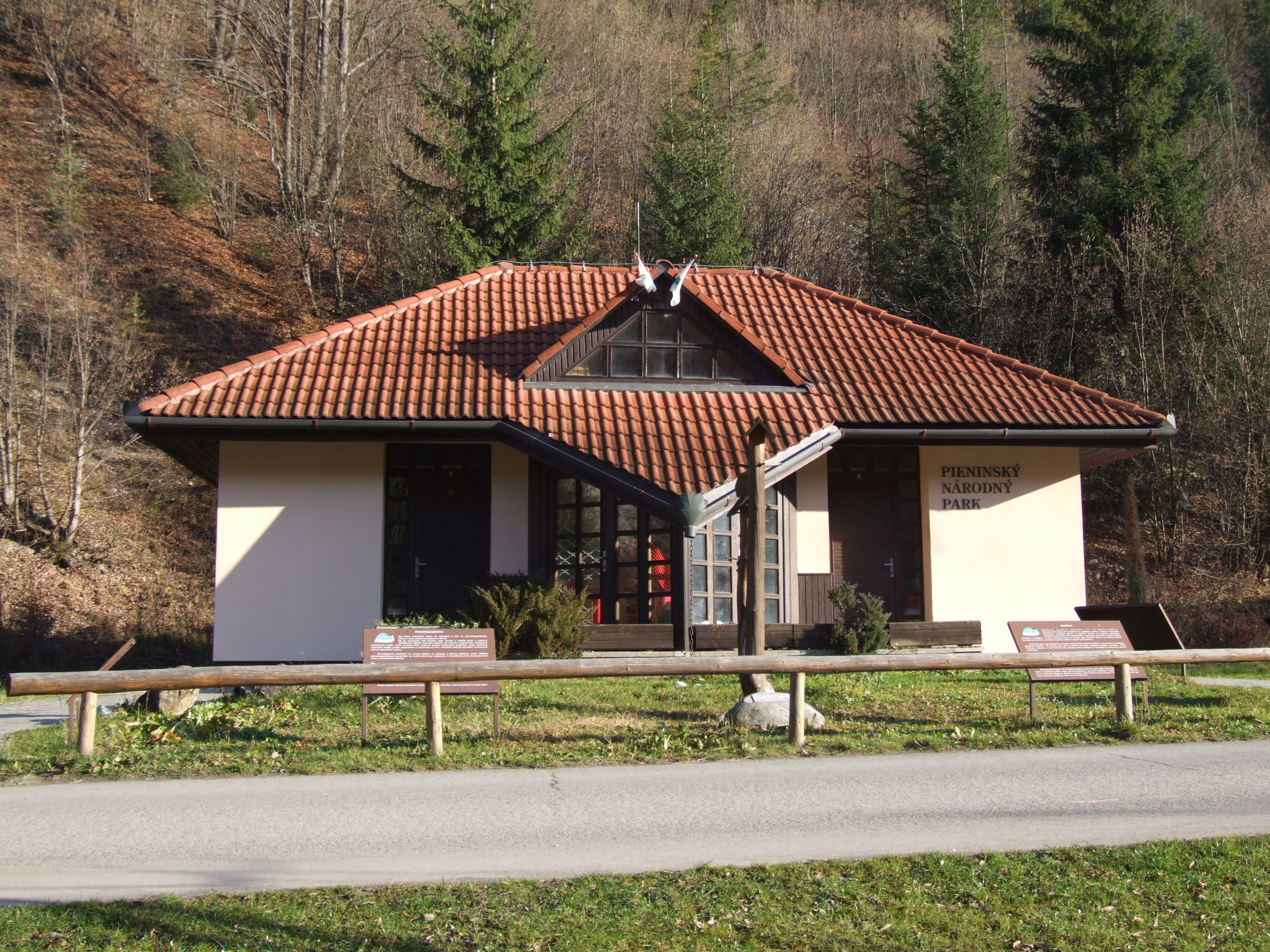
Pawilon PIENAP obok Chaty Pieniny

Pieniński Park Narodowy (słow. Pieninský národný park, PIENAP) – park narodowy położony w północnej części Słowacji, przy granicy z Polską. Jest to najmniejszy park narodowy na Słowacji.

## Ogólna charakterystyka
PIENAP położony jest na północy Słowacji, przy granicy z Polską. Obejmuje on w całości położoną na Słowacji Grupę Golicy (Pieniny Właściwe) oraz południowe stoki Małych Pienin na odcinku od Przełomu Dunajca po szczyt Wierchliczka. Od południa granicę wyznaczają: górny bieg potoku Kamienka oraz na całej swojej długości potok Lipnik. Najwyższym punktem PIENAP-u jest szczyt Wysokiej (1050 m), a najniższy znajduje się w dolinie Dunajca, w pobliżu granicy państwa na administracyjnym obszarze wsi Leśnica.

## Historia
Idea objęcia ochroną słowackiej części Pienin sięga roku 1924, kiedy to przedstawiciele Polski oraz Czechosłowacji podpisali tzw. „Protokół Krakowski”. Dokument ten przewidywał m.in. utworzenie pogranicznych parków narodowych oraz podjęcia się rozwiązania problemów turystyki i komunikacji na terenie Pienin.
W dniu 9 lipca 1932 roku czechosłowacki minister rolnictwa podpisał rozporządzenie tworzące z dniem 12 lipca 1932 roku „Słowacki Rezerwat Przyrodniczy w Pieninach” o powierzchni 423 ha. Uroczysta proklamacja utworzenia tego rezerwatu miała miejsce 17 lipca 1932 na terenie przed Czerwonym Klasztorem. Równocześnie ogłoszono utworzenie pierwszego w Europie Międzynarodowego Parku Przyrody.
W celu usprawnienia współpracy międzynarodowej powołano Komisję Parku Narodowego (Polska) oraz Komisję Słowackiego Rezerwatu (Czechosłowacja), które w roku 1934 wspólnie ustaliły ramy dalszej współpracy międzynarodowej. W okresie od 27 listopada 1938 do 1 września 1939 obszar Słowackiego Rezerwatu był administrowany przez polski Pieniński Park Narodowy (wiązało się to z przyłączeniem w granicę Polski wsi Leśnica) (429 m).
Po II wojnie światowej Słowacki Rezerwat Przyrodniczy utworzono ponownie rozporządzeniem Ministerstwa Rolnictwa i Leśnictwa z dnia 13 grudnia 1957 roku. Nosił on wówczas nazwę Pieniński Rezerwat Przyrodniczy, a administracyjnie podporządkowany był Tatrzańskiemu Parkowi Narodowemu (TANAP-owi). W roku 1958 przedstawiono pierwszy projekt utworzenia Pienińskiego Parku Narodowego (PIENAP-u). Pieniński Park Narodowy powołano do życia rozporządzeniem Słowackiej Rady Narodowej z dnia 16 stycznia 1967. Początkowo miał powierzchnię 2125 ha, a jego otulina 52 000 ha. Obejmował on dawny rezerwat „Pieniny – Przełom Dunajca” oraz chronione przyrodnicze obiekty „Haligowskie Skały” i „Przełom Leśnickiego Potoku – Kacze” oraz ich otoczenie. Pozostał on jednak w strukturach TANAP-u przez następne 29 lat. Dopiero w 1996 zaczął funkcjonować jako samodzielny park narodowy. W 1997 roku powierzchnia PIENAP-u została powiększona do 3749 ha, a powierzchnia otuliny ostatecznie ustalona na 22 444 ha.

## Turystyka
Szlaki piesze na terenie PIENAP-u:
  czerwony: Czerwony Klasztor – Przełęcz pod Klasztorną Górą – Płaśnie – przełęcz Pod Płaśniami – Aksamitka – Przełęcz pod Tokarnią – Wielki Lipnik
  niebieski: Czerwony Klasztor – Przełęcz pod Klasztorną Górą – przełęcz Limierz – Leśnica.
  żółty: Droga Pienińska – przełęcz Limierz
  żółty: Leśnica – Szafranówka
  żółty: Przełęcz pod Tokarnią – Wysoki Wierch
  zielony: Leśnica – przełęcz Pod Płaśniami – Haligowce
  zielony: Straniany – Wysoka
Szlaki rowerowe
 żółty: Czerwony Klasztor – Przełęcz pod Klasztorną Górą – przełęcz Limierz – Leśnica